# 乌戈·阿尔梅达
乌戈·阿尔梅达（葡萄牙語：Hugo Almeida，1984年5月23日—）全名乌戈·米格尔·佩雷拉·德·阿尔梅达（葡萄牙語：Hugo Miguel Pereira de Almeida），葡萄牙足球运动员。

## 生平
這名球員早年出身葡萄牙班霸球會波圖，但他一直未獲重用，並先後被外借到多支球會。2006年他加盟德甲球會云达不来梅，第一季他為球會上陣41場比賽，取得10個入球。2007/08年球季他於首12場聯賽射入7球，成為了球會核心之一。
2010年12月25日云达不来梅證實將合約尚餘半年的曉高·艾美達以200萬歐元賣到土超的比錫達斯。
他於2004年首次代表國家隊上陣，但一直到2006年以後才獲得國家隊重用。他於2008年歐洲國家盃外圍賽對阿塞拜疆的比賽中射入1球。到決賽週他更包括於23人大軍之名單中。